# Von Lingen
von Lingen är en svensk adelsätt av tyskt ursprung som enligt naturalisationsbrevet härstammar från en gammal adlig släkt i Schwabach i Tyskland. Ätten adlades i Sverige 1743 och introducerades på riddarhuset samma år med ättnummer 305.
Under 1600-talet bars namnet av borgare i Narva, Reval och Arensburg.
Den utslocknade på svärdssidan med militären Fredrik Reinhold von Lingen den 30 juni 1867 och på spinnsidan 1881.

## Medlemmar av ätten i urval
- Reinhold Johan von Lingen, generallöjtnant